# 사르도르 라시도프
사르도르 이흐티요로비치 라시도프(우즈베크어: Sardor Ixtiyorovich Rashidov, 러시아어: Сардор Ихтиёрович Раши́дов, 1991년 6월 14일 ~ )는 우즈베키스탄의 축구 선수로 현재 우즈베키스탄 슈퍼리그의 파흐타코르 타슈켄트에서 스트라이커로 활동 중이며 우즈베키스탄 축구 국가대표팀의 일원으로도 활약하고 있다.

## 선수 경력

### 클럽
2007년 고향팀인 소그디아나 지자흐에서 데뷔한 후 2009년 자국 리그의 FC 부뇨드코르로 이적하여 2015년까지 75경기 21골을 터뜨리며 팀의 리그 3회 우승(2010, 2011, 2013), 우즈베키스탄컵 3회 우승(2010, 2012, 2013), 2014년 우즈베키스탄 슈퍼컵 우승, 우즈베키스탄컵 2회 연속 준우승(2014, 2015) 등에 기여했고 이에 힘입어 2015년 우즈베키스탄 올해의 선수 2위에 오르는 기염을 토했다.
이후 2015년부터 2017년까지 카타르 스타스 리그의 엘자이시 SC 소속으로 활동하며 2016년 카타르 크라운 프린스컵 우승을 맛보았고 2017년 UAE 프로리그의 알자지라 클럽에서 활동하다가 2018년 2월 4일 자국 리그의 로코모티프 타슈켄트로 돌아온 후 2018년 리그 우승을 맛보았다.
그리고 2019년부터 2021년까지 당시 포르투갈 프리메이라리가의 CD 나시오날, 카타르 스타스 리그의 카타르 SC, 자국 리그의 파흐타코르 타슈켄트에서 활동하다가 2021년 쿠웨이트 프리미어리그의 쿠웨이트 SC로 이적했다.

### 국가대표팀
2013년 10월 15일 자신의 국제 A매치 데뷔전인 베트남과의 2015년 AFC 아시안컵 예선 E조 3차전에서 후반 24분 본인의 A매치 데뷔골을 신고했고 한달 후인 11월 15일 열린 4차전에서도 득점을 터뜨리며 팀의 6회 연속 아시안컵 본선 진출을 도왔다.
이후 사우디아라비아와의 2015년 아시안컵 본선 B조 조별리그 최종전에서 멀티골을 터뜨리며 팀의 8강 진출에 기여했으나 팀은 대한민국과의 8강전에서 상대팀 에이스인 손흥민에게 멀티골을 얻어맞고 0-2로 완패하며 4강 진출이 좌절되었다.
그 후 2018년 FIFA 월드컵 아시아 지역 2차 예선 H조 8경기에서 무려 5골을 폭격하며 6회 연속 최종 예선 진출 및 7회 연속 아시안컵 본선 진출에 기여했으나 월드컵 아시아 지역 최종 예선에서는 A조 4위로 사상 첫 월드컵 본선 진출이 또 다시 좌절되었고 2019년 아시안컵에서는 아시안컵 디펜딩 챔피언 호주와의 16강전 승부차기에서 8-9로 패하며 5회 연속 8강 진출에 실패했다.

## 수상

### 클럽
FC 부뇨드코르
- 우즈베키스탄 슈퍼리그 : 우승 (2010, 2011, 2013)
- 우즈베키스탄컵 : 우승 (2010, 2012, 2013), 준우승 (2014, 2015)
- 우즈베키스탄 슈퍼컵 : 우승 (2014)

 엘자이시 SC
- 카타르 크라운 프린스컵 : 우승 (2016)

로코모티프 타슈켄트
- 우즈베키스탄 슈퍼리그 : 우승 (2018)

### 개인
- 우즈베키스탄 올해의 선수 : 2위 (2015)

## 국제 대회 주요 성적
- 2015년 AFC 아시안컵 8강
- 2019년 AFC 아시안컵 16강